# Liga Adriática de Basquetebol de 2020-21 (segunda divisão)
A Temporada 2020-21 da Segunda divisão da Liga Adriática de Basquetebol é a 4ª temporada da competição regional masculina que une clubes da ex-Jugoslávia (Sérvia, Croácia, Bósnia e Herzegovina, Montenegro e Eslovénia. O torneio é organizado pela entidade privada ABA Liga Jtd. A competição garante uma vaga ao campeão na Primeira Divisão.

## Equipes participantes
| Clube               | Localização   | Arena                           | Capacidade | Treinador          |
| ------------------- | ------------- | ------------------------------- | ---------- | ------------------ |
| Borac Banja Luka    | Banja Luka    | Centro Esportivo Borik          | 5 000      | Marko Šćekić       |
| Gorica              | Velika Gorica | Centro Esportivo Velika Gorica  | 620        | Josip Sesar        |
| Helios Suns Domžale | Domžale       | Hala Komunalnega Centra         | 2 500      | Dejan Jakara       |
| Lovćen 1947         | Cetinje       | Lovćen SC                       | 1 500      | Zoran Kašćelan     |
| Mladost Zemun       | Zemun         | Centro Esportivo Master         | 750        | Dragan Jakovljević |
| MZT Skopje Aerodrom | Escópia       | Centro Esportivo Jane Sandanski | 7 500      | Gjorgji Kočov      |
| Podgorica Bemax     | Podgorica     | Arena Bemax                     | 2 000      |                    |
| Rabotnički Skopje   | Escópia       | Parque Gradski                  | 2 000      |                    |
| Široki              | Široki Brijeg | Arena Pecara                    | 4 500      | Damir Vujanović    |
| Sloboda Užice       | Užice         | Parque Velicki                  | 2 200      | Vladimir Lučić     |
| Spars Realway       | Sarajevo      | Ginásio Esportivo Grbavica      | 1 500      | Nedim Džemić       |
| Studentski centar   | Podgorica     | Centro Esportivo Morača         | 6 000      | Nenad Trajković    |
| Sutjeska            | Nikšić        | Ginásio Esportivo de Nikšić     | 3 000      | Velimir Gašić      |
| Zlatibor            | Čajetina      | Centro Esportivo Čajetina       |            | Strajin Nedović    |

## Temporada Regular
| Casa\Visitante      | BAN   | GOR   | HEL   | LOV   | MLA   | MZT   | POD    | RAB    | SIR   | SLO   | SPA   | STU    | SUT    | ZLA     |
| ------------------- | ----- | ----- | ----- | ----- | ----- | ----- | ------ | ------ | ----- | ----- | ----- | ------ | ------ | ------- |
| Borac Banja Luka    |       |       | 79-74 | 90-71 |       |       | 98-78  |        |       |       | 88-90 | 87-79  | 100-93 | 93-70   |
| Gorica              | 0-20  |       |       |       | 67-76 |       |        | 20-0   |       | 0-20  |       |        | 92-82  | 72-57   |
| Helios Suns Domžale |       | 20-0  |       |       | 77-80 | 69-70 | 85-87  | 66-67  | 72-77 | 75-84 |       |        |        |         |
| Lovćen 1947         |       | 75-80 | 78-71 |       | 80-78 | 55-96 |        |        | 75-66 |       |       | 64-83  |        |         |
| Mladost MaxBet      | 91-83 |       |       |       |       |       |        | 89-73  |       | 87-89 | 92-77 |        | 80-90  | 101-107 |
| MZT Skopje Aerodrom | 99-75 | 77-73 |       |       | 75-82 |       | 72-74  | 84-82  |       | 70-81 |       |        | 92-83  |         |
| Podgorica Bemax     |       | 65-72 |       | 83-76 | 71-79 |       |        | 70-76  |       |       | 75-80 |        |        | 79-76   |
| Rabotnički Skopje   | 77-82 |       |       | 82-77 |       |       |        |        |       | 87-77 | 0-20  |        | 84-62  | 0-20    |
| Široki              | 75-67 | 20-0  |       |       | 76-83 | 73-80 | 83-84  | 106-77 |       | 95-85 |       |        |        |         |
| Sloboda Užice       | 83-89 |       |       | 92-95 |       |       | 51-63  |        |       |       | 92-90 | 86-94  | 81-78  | 67-79   |
| Spars Realway       |       | 85-84 | 90-73 | 82-76 |       | 76-68 |        |        | 93-80 |       |       | 77-78  |        |         |
| Studentski centar   |       | 61-59 | 83-78 |       | 65-59 | 92-75 | 100-82 | 98-69  | 98-62 |       |       |        |        |         |
| Sutjeska            |       |       | 77-67 | 79-69 |       | 92-75 | 75-80  |        | 84-66 |       | 62-71 | 94-100 |        | 78-82   |
| Zlatibor            |       |       | 80-73 | 90-99 |       | 71-90 |        |        | 88-80 |       | 66-82 | 74-88  |        |         |

## Tabela de Classificação
| Pos. | Clube               | J  | V  | D  | P+ : P- (dif) | SP  | P  | Classificação |
| ---- | ------------------- | -- | -- | -- | ------------- | --- | -- | ------------- |
| 1    | Studentski centar   | 13 | 12 | 1  | 1135:06:00    | 153 | 25 | Playoffs      |
| 2    | Spars Realway       | 13 | 10 | 3  | 1028:34:00    | 79  | 23 | Playoffs      |
| 3    | Borac Banja Luka    | 13 | 9  | 4  | 1067:20:00    | 71  | 22 | Playoffs      |
| 4    | Mladost MaxBet      | 13 | 8  | 5  | 1094:10:00    | 47  | 21 | Playoffs      |
| 5    | MZT Skopje Aerodrom | 13 | 8  | 5  | 1064:26:00    | 62  | 21 | Playoffs      |
| 6    | Podgorica Bemax     | 13 | 7  | 6  | 1008:03:00    | -32 | 20 | Playoffs      |
| 7    | Zlatibor            | 13 | 6  | 7  | 976:42:00     | -42 | 19 | Playoffs      |
| 8    | Sloboda Užice       | 13 | 6  | 7  | 1004:42:00    | -14 | 19 | Playoffs      |
| 9    | Široki              | 13 | 5  | 8  | 975:26:00     | -27 | 18 |               |
| 10   | Gorica              | 13 | 5  | 8  | 629:58:00     | -39 | 18 |               |
| 11   | Rabotnički Skopje   | 13 | 5  | 8  | 788:31:00     | -97 | 18 |               |
| 12   | Lovćen 1947         | 13 | 5  | 8  | 1007:52:00    | -82 | 18 |               |
| 13   | Sutjeska            | 13 | 4  | 9  | 1054:44:00    | -27 | 17 | Playout       |
| 14   | Helios Suns Domžale | 13 | 1  | 12 | 915:52:00     | -52 | 14 | Playout       |

## Playoffs
|  | Quartas de final     | Quartas de final  | Quartas de final     |       |                      | Semifinais        | Semifinais | Semifinais |  |  | Final      | Final             | Final |
|  |                      |                   |                      |       |                      |                   |            |            |  |  |            |                   |       |
|  |                      |                   |                      |       |                      |                   |            |            |  |  |            |                   |       |
|  | Montenegro           | Studentski centar | 182                  |       |                      |                   |            |            |  |  |            |                   |       |
|  | Sérvia               | Sloboda Užice     | 172                  |       |                      |                   |            |            |  |  |            |                   |       |
|  | Sérvia               | Sloboda Užice     | 172                  |       | Montenegro           | Studentski centar | 162        |            |  |  |            |                   |       |
|  |                      |                   |                      |       | Montenegro           | Studentski centar | 162        |            |  |  |            |                   |       |
|  |                      | Sérvia            | Mladost MaxBet       | 151   |                      |                   |            |            |  |  |            |                   |       |
|  | Sérvia               | Sérvia            | Mladost MaxBet       | 151   | Mladost MaxBet       | 181               |            |            |  |  |            |                   |       |
|  | Sérvia               |                   |                      |       | Mladost MaxBet       | 181               |            |            |  |  |            |                   |       |
|  | Macedónia do Norte   | MZT Skopje        | 167                  |       |                      |                   |            |            |  |  |            |                   |       |
|  |                      |                   |                      |       |                      |                   |            |            |  |  | Montenegro | Studentski centar |       |
|  |                      |                   | Bósnia e Herzegovina | Spars |                      |                   |            |            |  |  |            |                   |       |
|  | Bósnia e Herzegovina | Spars             | 161                  |       |                      |                   |            |            |  |  |            |                   |       |
|  | Sérvia               | Zlatibor          | 156                  |       |                      |                   |            |            |  |  |            |                   |       |
|  | Sérvia               | Zlatibor          | 156                  |       | Bósnia e Herzegovina | Spars             | 146        |            |  |  |            |                   |       |
|  |                      |                   |                      |       | Bósnia e Herzegovina | Spars             | 146        |            |  |  |            |                   |       |
|  |                      | Montenegro        | Podgorica Bemax      | 123   |                      |                   |            |            |  |  |            |                   |       |
|  | Bósnia e Herzegovina | Montenegro        | Podgorica Bemax      | 123   | Borac Banja Luka     | 155               |            |            |  |  |            |                   |       |
|  | Bósnia e Herzegovina |                   |                      |       | Borac Banja Luka     | 155               |            |            |  |  |            |                   |       |
|  | Montenegro           | Podgorica Bemax   | 163                  |       |                      |                   |            |            |  |  |            |                   |       |

### Confrontos

#### Quartas de finais
| Time 1            | Agregado  | Time 2          | 1º Jogo | 2º Jogo |
| ----------------- | --------- | --------------- | ------- | ------- |
| Studentski centar | 182 - 172 | Sloboda Užice   | 92 - 92 | 90 - 80 |
| Mladost Zemun     | 181 - 167 | MZT Skopje      | 95 - 75 | 86 - 92 |
| Spars             | 161 - 156 | Zlatibor        | 79 - 82 | 82 - 74 |
| Borac Banja Luka  | 155 - 163 | Podgorica Bemax | 90 - 86 | 65 - 77 |

#### Semifinais
| Time 1            | Agregado  | Time 2          | 1º Jogo | 2º Jogo |
| ----------------- | --------- | --------------- | ------- | ------- |
| Studentski centar | 162 - 151 | Mladost Zemun   | 86 - 85 | 76 - 66 |
| Spars             | 146 - 123 | Podgorica Bemax | 72 - 64 | 74 - 59 |

Final
| Time 1 | Agregado  | Time 2            | 1º Jogo | 2º Jogo |
| ------ | --------- | ----------------- | ------- | ------- |
| Spars  | 161 - 170 | Studentski centar | 89 - 99 | 72 - 71 |

## Campeões
| ABA Liga2 2020-21 Campeões  |
| --------------------------- |
| Studentski centar 1º Título |